# Tim Whitmarsh
Timothy John Guy Whitmarsh (* 23. Januar 1970) ist ein britischer Klassischer Philologe.

## Leben
Whitmarsh studierte an der University of Cambridge.
Von 2001 bis 2007 lehrte er am Institut für Klassik und Alte Geschichte der University of Exeter, wo er Ehrenmitglied ist. Anschließend war er als E. P. Warren Praelector, Fellow und Tutor für Griechisch am Corpus Christi College Oxford und Professor für antike Literaturen an der Universität Oxford tätig.
Im Oktober 2014 trat er die Nachfolge von Paul Cartledge als A. G. Leventis Professor of Greek Culture an der Universität Cambridge an. Ab dem 1. April 2023 ist er Regius Professor of Greek an der Universität Cambridge.
2020 wurde Whitmarsh in die British Academy gewählt.
Whitmarsh arbeitet vor allem zum griechischen Roman und zur Zweiten Sophistik. Zuletzt hat er eine Monographie zu den Formen des Atheismus in der griechisch-römischen Antike vorgelegt.

## Schriften (Auswahl)
- Greek literature and the Roman empire. The politics of imitation. Oxford University Press, Oxford 2001, ISBN 0-19-924035-3.
- Achilles Tatius: Leucippe and Clitophon. Oxford 2001, ISBN 0-19-815289-2.
- The second Sophistic. Oxford 2005, ISBN 0-19-856881-9.
- Narrative and identity in the ancient Greek novel. Returning romance. Cambridge 2011, ISBN 0-521-82391-9.
- Battling the gods. Atheism in the ancient world. Faber and Faber, London / Knopf Vintage, New York 2015.